# Maison Blomme
La Maison Blomme est un bâtiment de style moderniste édifié par l'architecte Adrien Blomme à Bruxelles en Belgique.
Conçu par l'architecte pour être son habitation personnelle, l'édifice est ensuite devenu le siège du rectorat de l'Université libre de Bruxelles (ULB).

## Localisation
La maison personnelle d'Adrien Blomme est située à l'angle des avenues Franklin Roosevelt et Antoine Depage, et plus précisément au numéro 52 de l'avenue Franklin Roosevelt et au numéro 1 de l'avenue Antoine Depage,, face au campus du Solbosch de l'Université libre de Bruxelles, dans ce qu'il est convenu d'appeler l'extension sud de Bruxelles-ville.
L'avenue Franklin Roosevelt est une artère riche en bâtiments modernistes puisqu’on y trouve, à peu de distance l'une de l'autre, la Maison Blomme, la Maison Cohen, la Maison Émile Janson, la Maison Henoul et la Maison Julius Hoste.

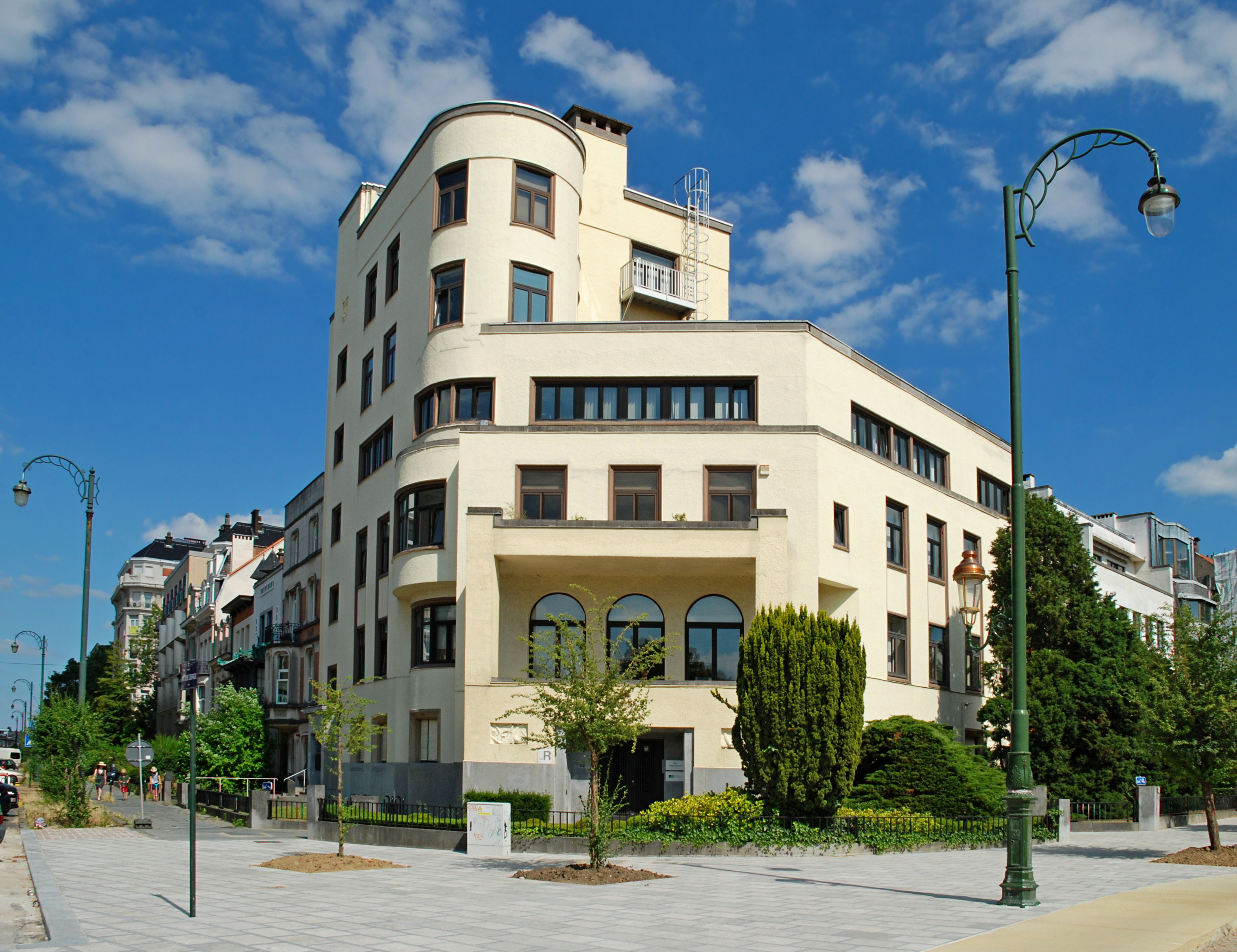
La Maison Blomme à l'angle de l'avenue Antoine Depage (à gauche) et de l'avenue Franklin Roosevelt (à droite).

## Historique
La maison est édifiée en 1928 en style moderniste par Adrien Blomme pour loger sa famille, abriter ses bureaux ainsi que des appartements qui lui assurent des rentrées financières,,. À l'époque, « Adrien Blomme est particulièrement actif dans l'édiﬁcation du quartier, mais pas toujours dans le style moderniste ».
La Ville de Bruxelles refuse initialement le projet, estimant que son modernisme déprécierait le style de l'avenue des Nations (artère qui sera rebaptisée en avenue Franklin Roosevelt en 1945 juste après la victoire des Alliés) : Blomme sollicite alors l'appui de ses anciens maîtres Georges Hobé et Alexis Dumont ainsi celui de plusieurs architectes de renom parmi lesquels Victor Horta. Ceux-ci envoient des courriers de soutien à Adrien Blomme, ce qui permet au dossier d'être approuvé. « Le cas sert de précédent et, dans les années qui suivent, de nombreuses maisons modernistes voient le jour. Parmi elles, quelques chefs-d'œuvre ».
Le bâtiment est acheté en 1964 par l'Université libre de Bruxelles (ULB) qui y a installe son rectorat et les services centraux de son administration,.
À dater de ce rachat, l'édifice est également connu comme « bâtiment R ».

## Statut patrimonial
L'édifice fait l'objet d'un classement au titre des monuments historiques depuis le 19 novembre 2009 sous la référence 2043-0779/0,.

## Description

### Architecture

#### Architecture extérieure
D'un style moderniste (ou Art déco de tendance moderniste) très élégant, ce bâtiment à toit plat présente des façades enduites de crépi blanc, sur un soubassement en pierre bleue.
Ce bâtiment d'angle présente une asymétrie marquée, avec une prédominance des lignes horizontales vers l'avenue Franklin Roosevelt et une plus grande verticalité vers l'avenue Antoine Depage : il compte en effet quatre niveaux du côté de l'avenue Franklin Roosevelt et six du côté de l'avenue Antoine Depage.
La première travée de la façade Depage présente un oriel (bow-window) au deuxième étage et une rotonde de style paquebot au dernier étage.
Le pan coupé qui relie les deux façades présente, de bas en haut, la porte d'entrée, une loggia sur laquelle donnent baies cintrées et une terrasse. 

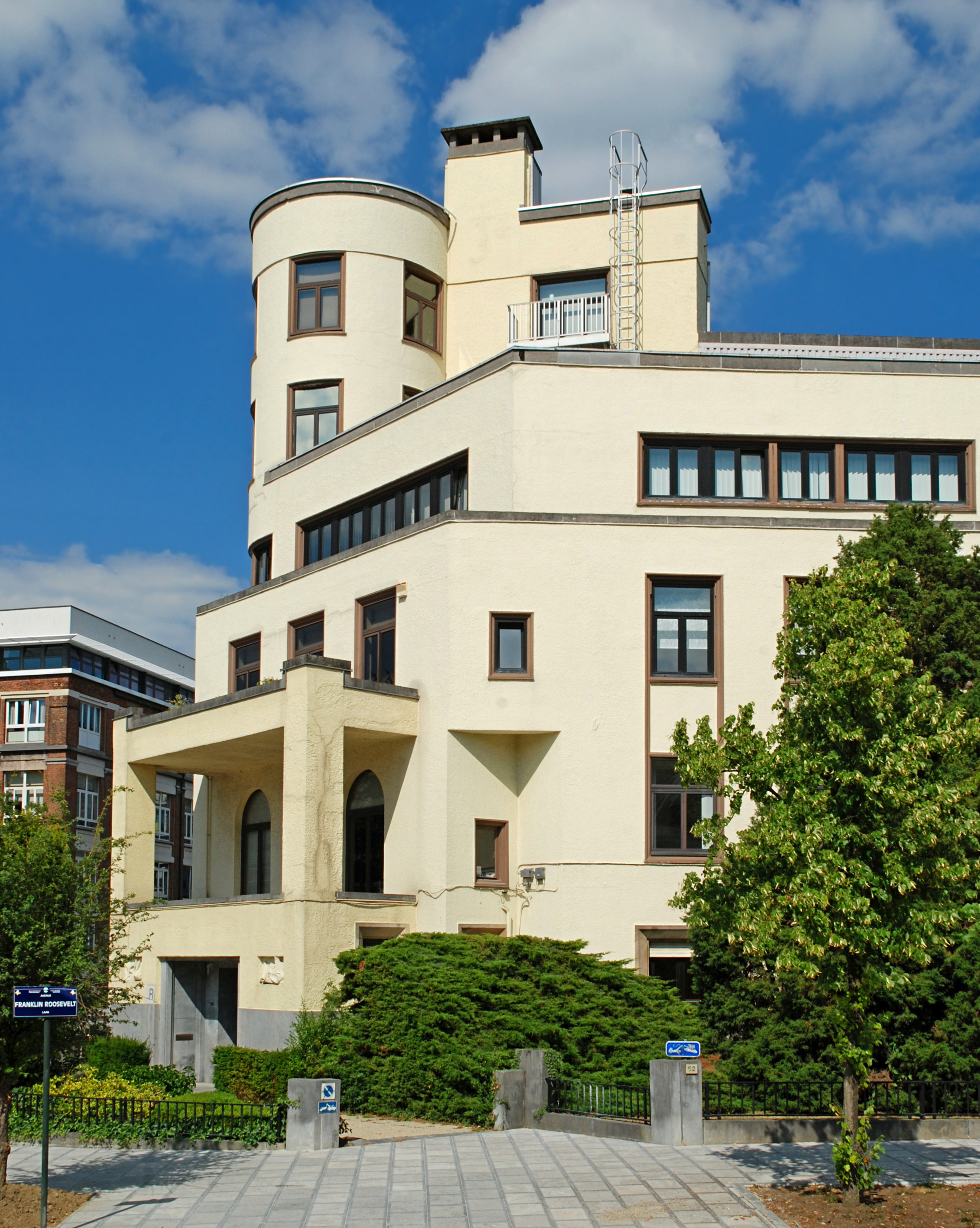
Le pan coupé qui forme l'angle.
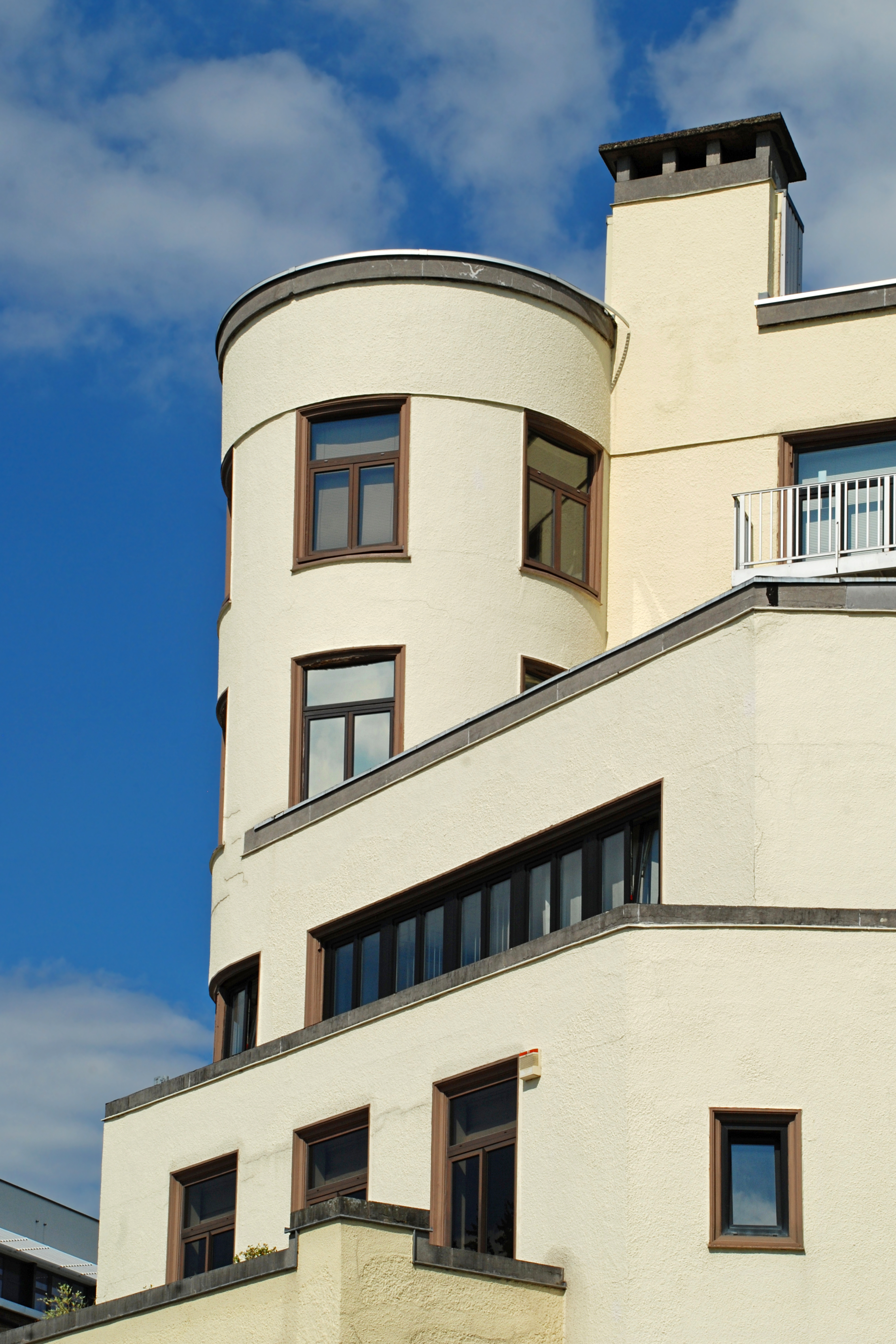
La rotonde de style paquebot.
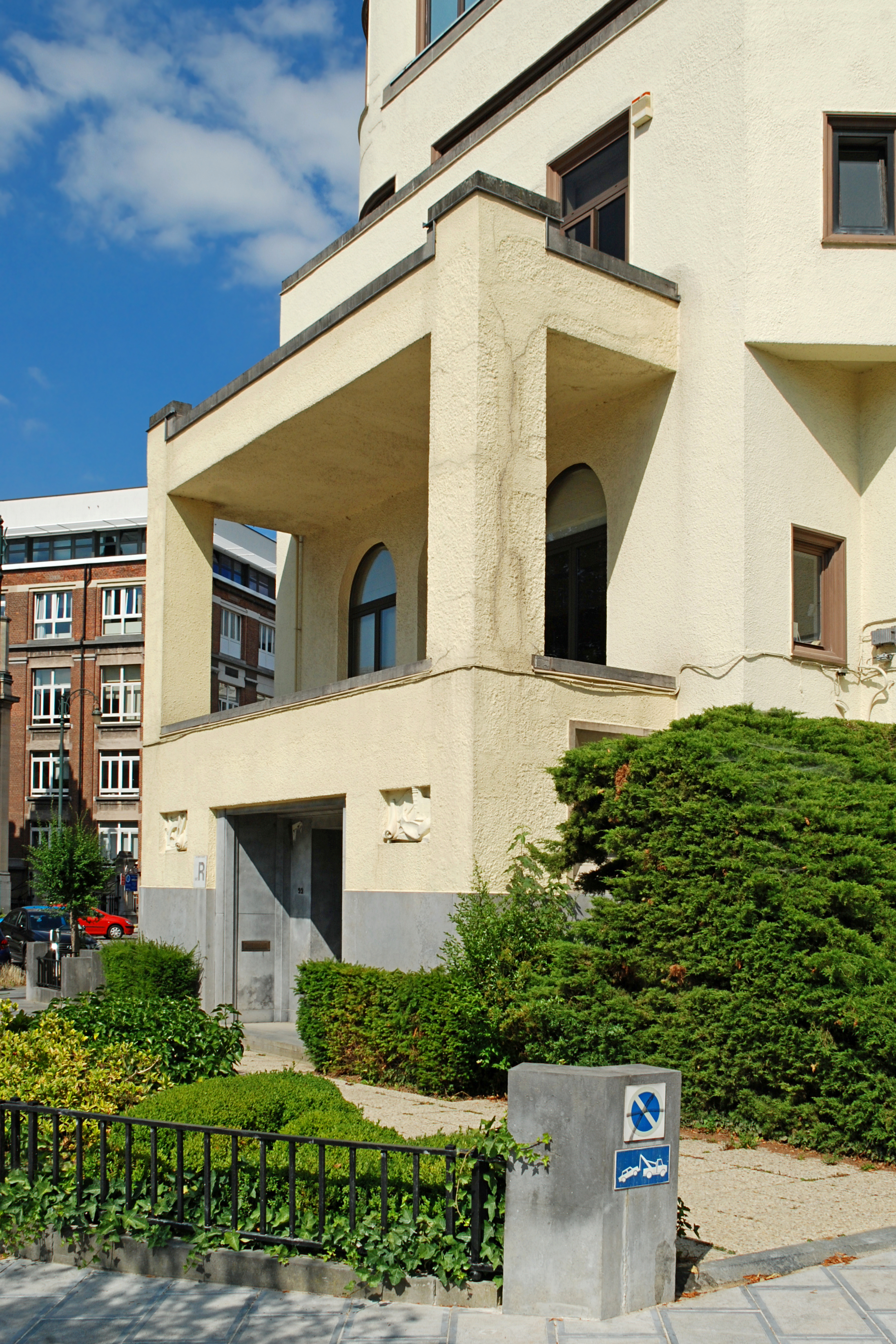
La porte, la loggia et la terrasse.
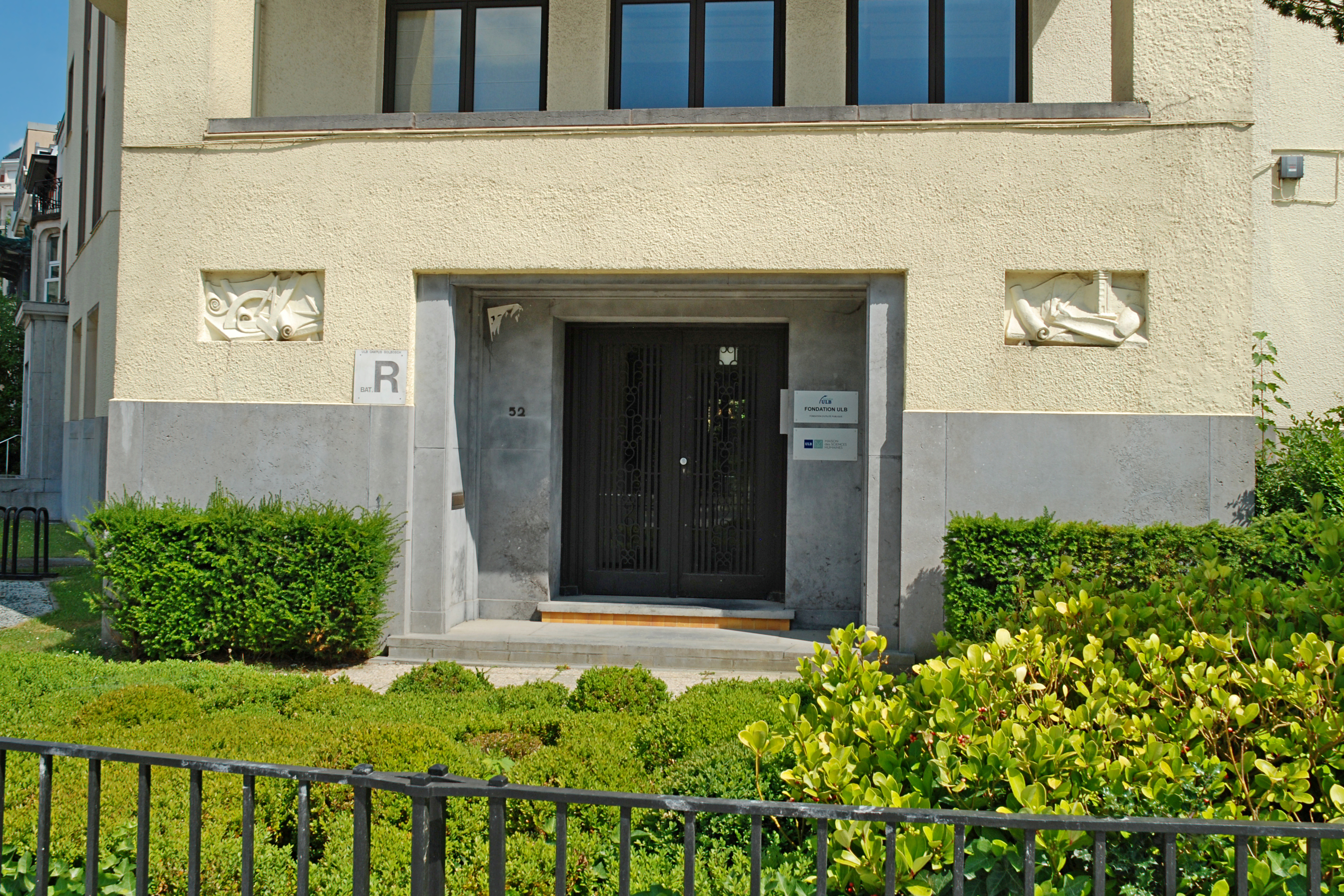
La porte d'entrée principale, flanquée par deux bas-reliefs d'Ossip Zadkine.

#### Architecture intérieure
Le bâtiment, comme c'est souvent le cas dans le mouvement Art déco, comprend du mobilier encastré dans les murs (étagères, placards) et Ies plafonds (appliques). Les espaces et la luxueuse décoration intérieure témoignent d'une recherche poussée, mais ils ont malheureusement subi de nombreuses transformations.

### Sculpture
La travée d'entrée, du côté de l'avenue Antoine Depage est sommée par un bas-relief d'Ossip Zadkine, sculpteur et ami d'Adrien Blomme, représentant deux figures humaines.
La porte d'entrée principale, intégrée au pan coupé, est flanquée par deux autres bas-reliefs d'Ossip Zadkine, représentant les attributs de l'architecte : le bas-relief de gauche figure le papier à dessin, le rapporteur, l'équerre, le té et le compas, et celui de droite les plans, la main de l'architecte tenant le compas et la maquette.

Bas-reliefs d'Ossip Zadkine
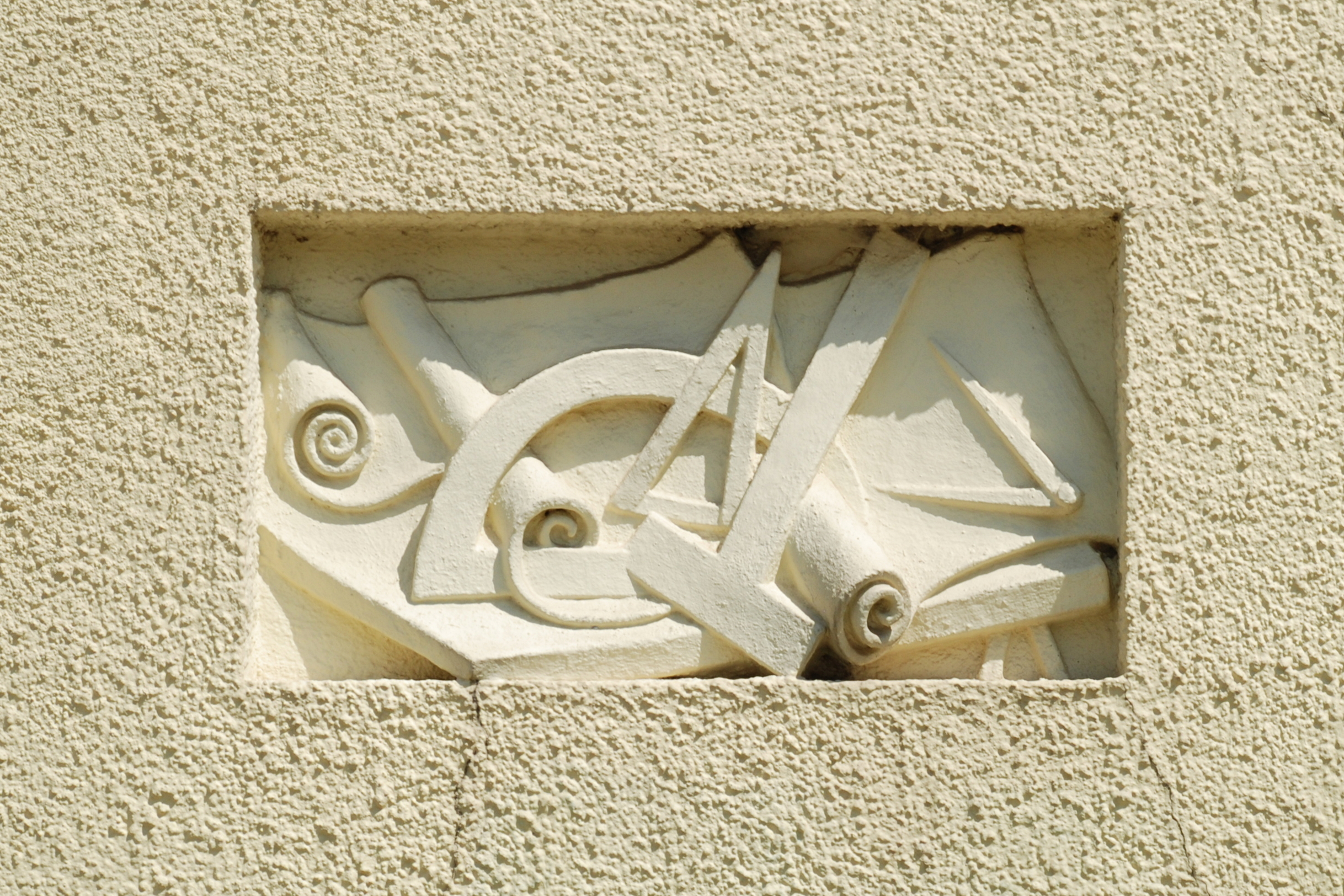
Le papier à dessin, le rapporteur, l'équerre, le té et le compas.
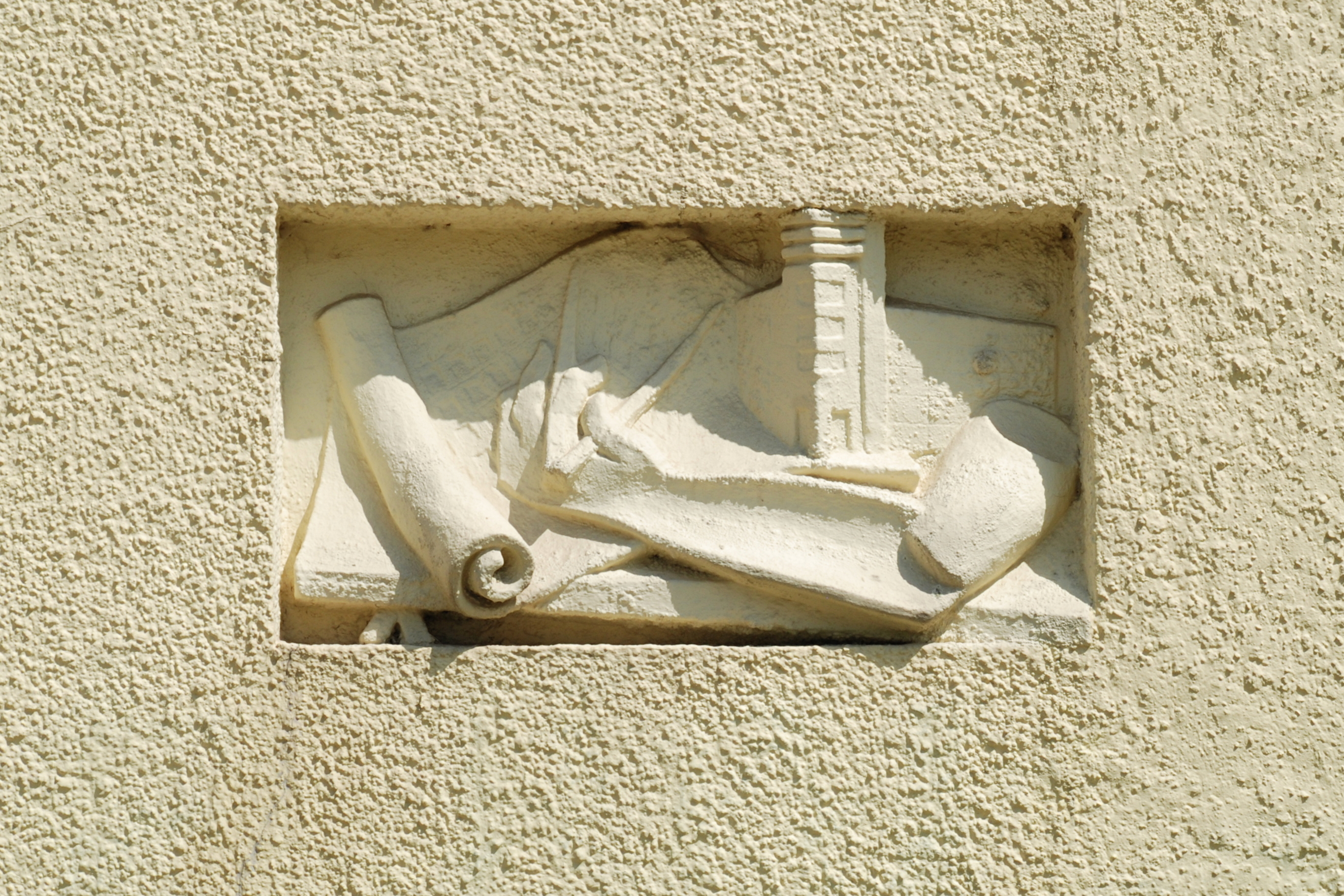
Les plans, la main de l'architecte tenant le compas et la maquette.